# Klammernahtgerät

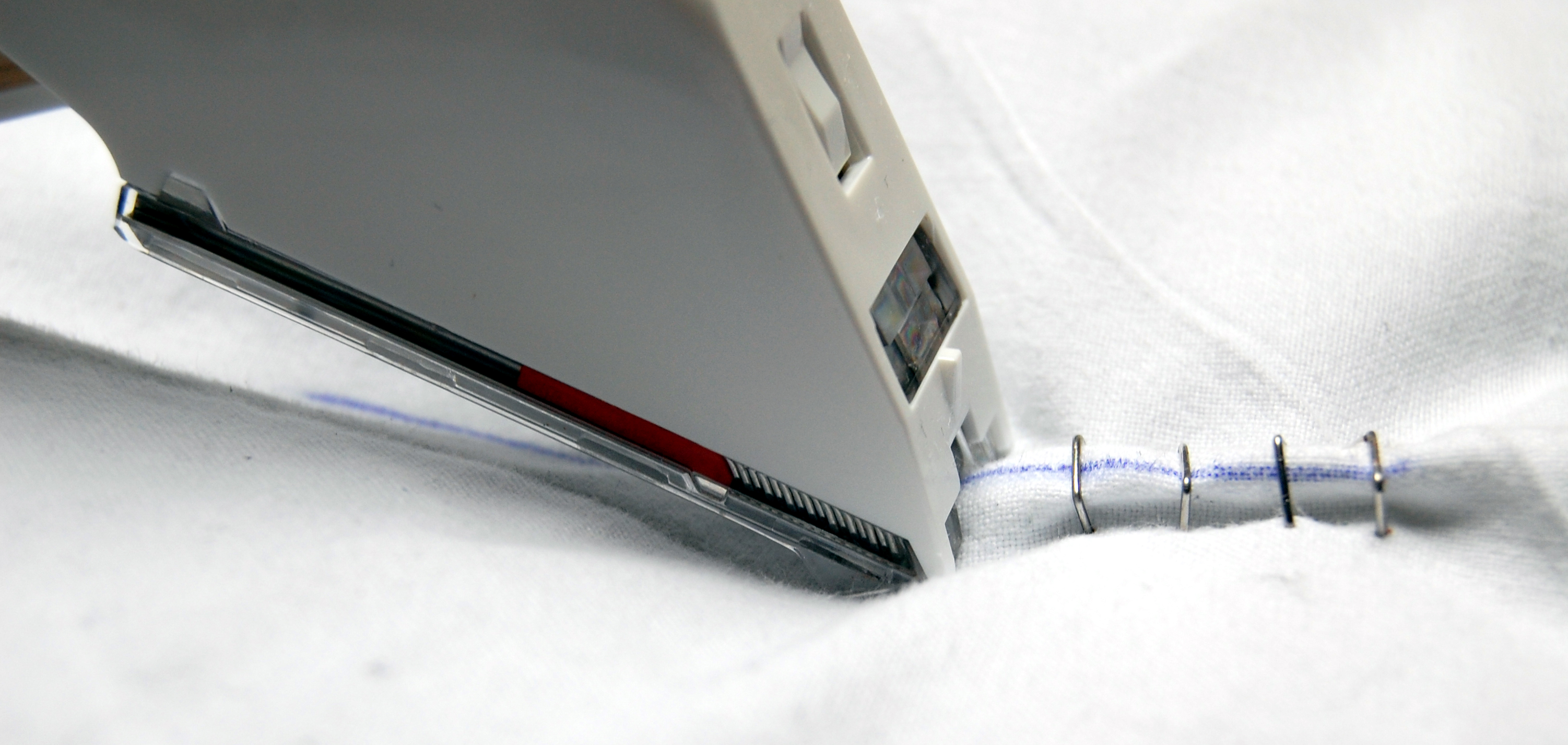
Hautklammergerät, zu Demonstrationszwecken an einem Kissen eingesetzt

Klammernahtgeräte (englisch: Stapler) sind chirurgisches Instrumente zum Setzen von Klammern. Sie  werden eingeteilt in Hautklammergeräte sowie lineare und zirkuläre Geräte zum Hohlorganverschluss für Klammernahtanastomosen. Zum Wundverschluss werden meistens nacheinander mehrere Einzelklammern gesetzt, während für Hohlorgane gleichzeitig viele Klammern gesetzt werden.

## Hautklammergerät
Das Klammern der Wundränder hat den Vorteil, dass es sehr schnell durchführbar und hygienischer als eine Naht ist, weil die Klammern nicht direkt mit der Wundhöhle in Kontakt kommen. Es gibt Einweg- und Mehrwegklammergeräte. Bei Mehrweggeräten sitzen die Klammern in einem Magazin, das gewechselt werden kann. Sie können sterilisiert werden. Einweggeräte sind dagegen mit einer festen Anzahl (15, 25 oder 35) von Klammern bestückt und werden nach Gebrauch entsorgt. Zum späteren Entfernen der Hautklammern werden spezielle Entklammerer oder Klammerentferner (Hautklammerentferner) benötigt.

## Zirkuläre Klammernahtgeräte
Zirkuläre Klammernahtgeräte werden in der Viszeralchirurgie eingesetzt, vor allem zum Anlegen von End-zu-End-, Seit-zu-End-, End-zu-Seit- und Seit-zu-Seit-Anastomosen. Sie besitzen abnehmbare Instrumentenköpfe mit verschiedenen Durchmessern, so dass sie an die entsprechende Organgröße anpassbar sind. Sie sind mit Titanklammern von einer Länge von 5,5 mm bestückt. Einige Geräte erlauben die Anpassung der Höhe der geschlossenen Klammer, um möglichst wenig Trauma auf das Gewebe auszuüben.

## Lineare Klammernahtgeräte

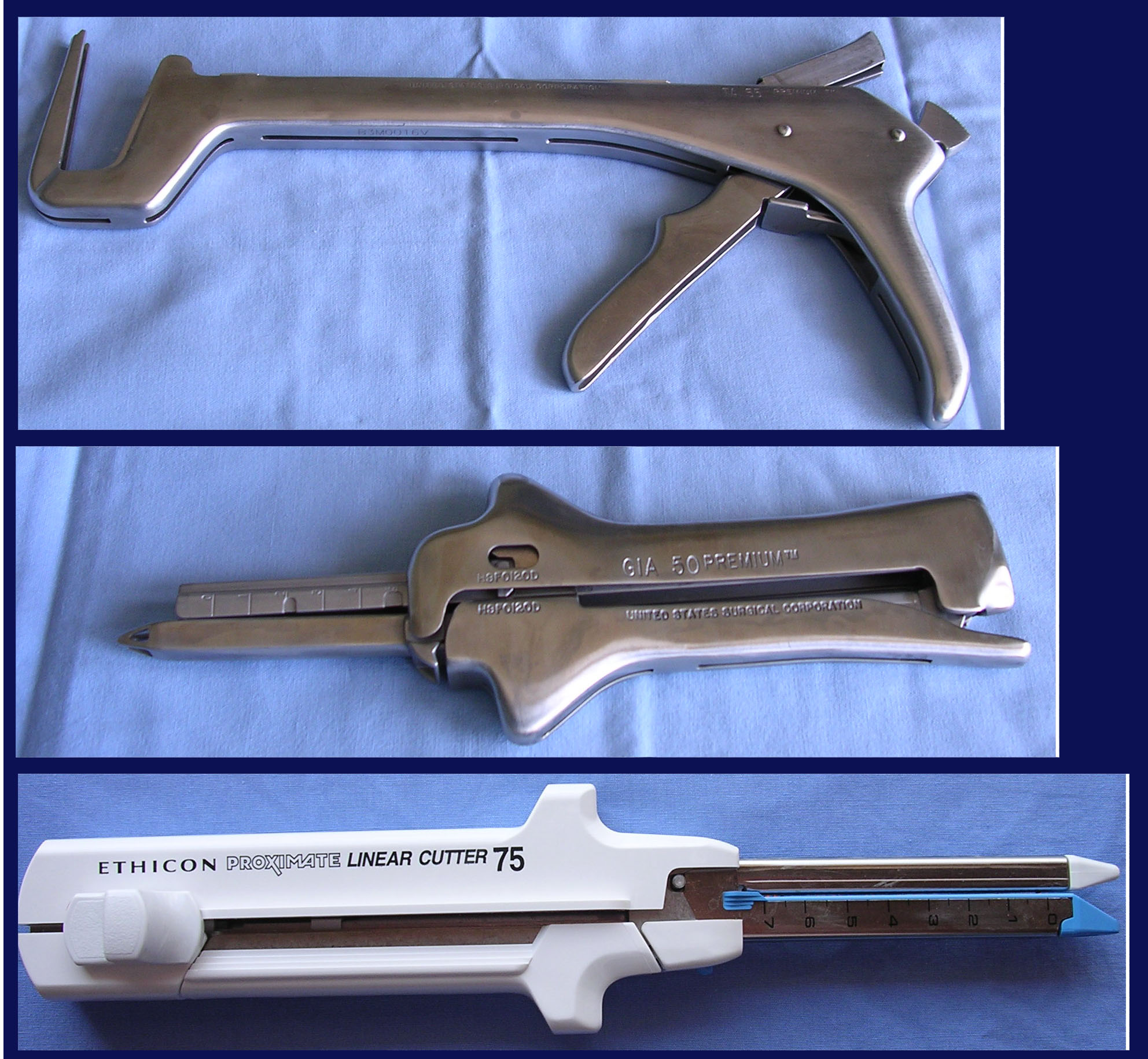
Lineare Stapler

Lineare Stapler werden vor allem bei der Operation von Ösophagusdivertikeln, in der Magenchirurgie, für die Anlage einer Anastomose zwischen Colon und Mastdarm und manchmal auch zum Abtragen eines Meckel-Divertikels eingesetzt.

## Geschichte
Das Prinzip des Wundverschlusses mit Klammerung geht auf den indischen Arzt Sushruta zurück, der Ameisen ansetzte und, nachdem sie zugebissen hatten, ihren Rumpf abtrennte. Die ersten Klammernahtgeräte entwickelte 1907 der Medizintechnikentwickler Victor Fischer auf Anfrage des ungarischen Chirurgen Hümér Hültl. Fischer entwarf zwei Modelle, die damals fast 3,6 kg wogen. Obwohl Hültl diese Entwicklung publizierte, konnten sich diese Modelle nicht durchsetzen und wurden nur etwa 50 Mal verkauft. 1920 entwickelte Aladár von Petz einen leichteren und einfacheren Klammerer. Hültl sah von Petz’ Entwicklung 1921 auf dem Kongress der Ungarischen Chirurgischen Gesellschaft. Trotz anfänglicher Skepsis war er von der technischen Weiterentwicklung so beeindruckt, dass er von Petz zu seiner Entwicklung gratulierte. Das erste zirkuläre Klammernahtgerät wurde in der Sowjetunion entwickelt und 1962 erstmals eingesetzt. Weiterentwickler der Stapler-Chirurgie in den 1970er- und 1980er-Jahren waren unter anderem John Cedric Goligher (Großbritannien), Felicien Steichen (New York) und Mark Ravitch (Pittsburg).